# مشيشيتة آيت زاغو (تيداس)
مشيشيتة آيت زاغو هي إحدى مشيخات المملكة المغربية، تتبع جغرافيا لإقليم الخميسات وإداريًا لتيداس. يقدر عدد سكانها بـ 1147 نسمة حسب الإحصاء الرسمي للسكان والسكنى لسنة 2004.